# فهرست آثار ملی استان خراسان شمالی

شهرستان‌های استان خراسان شمالی

استان خراسان شمالی نام استانی به مرکزیت شهر بجنورد در شمال‌شرقی ایران است. بزرگ‌ترین شهر این استان، بجنورد است. این استان با قانون دولت در سال ۱۳۸۳ و پس از تقسیم استان خراسان به سه استان، ایجاد شد.
۴۲۹ اثر از این استان در فهرست آثار ملی ایران ثبت شده است.

## آثار ثبت‌شده

### شهرستان فاروج
| ردیف | نام اثر                       | نگاره          | دیرینگی                                                        | موقعیت                                                                           | شمارهٔ ثبت | تاریخ ثبت  | منبع  |
| ---- | ----------------------------- | -------------- | -------------------------------------------------------------- | -------------------------------------------------------------------------------- | --------- | ---------- | ----- |
| ۱    | تپه خلق‌آباد                   | بارگذاری تصویر | هزاره یک ق‌م                                                    | شهرستان فاروج، حاشیه شرقی شهر فاروج                                              | ۶۹۳       | ۱۳۴۶/۰۱/۲۳ | [ ۱ ] |
| ۲    | گلور تپه                      |                | هزاره یک ق‌م                                                    | شهرستان فاروج                                                                    | ۶۹۴       | ۱۳۴۶/۰۱/۲۳ |       |
| ۳    | تپه چکی                       |                | هزاره یک ق‌م                                                    | فاروج، شمال گلورتپه، گنبد تپه نجف آباد                                           | ۶۹۵       | ۱۳۴۶/۰۱/۲۳ |       |
| ۴    | تپه طویل (تپه اکبرآباد)       |                | هزاره یک ق‌م                                                    | غرب فاروج                                                                        | ۶۹۶       | ۱۳۴۶/۰۱/۲۳ |       |
| ۵    | کول‌تپه                        |                | پیش از تاریخ                                                   | ۵ کیلومتری غرب فاروج                                                             | ۷۰۰       | ۱۳۴۶/۰۱/۲۳ |       |
| ۶    | گلور تپه (دو تپه)             |                | هزاره یک ق‌م                                                    | غرب فاروج                                                                        | ۷۰۲       | ۱۳۴۵/۰۱/۲۳ |       |
| ۷    | آرامگاه بابا حسین و بی‌بی      |                | تیموریان                                                       | استان خراسان شمالی، شهرستان فاروج، روستای خسرویه                                 | ۵۹۴۵      | ۱۳۸۱/۰۵/۰۸ |       |
| ۸    | آرامگاه شاهزاده عبدالرحمن خرق |                | صفویه                                                          | استان خراسان شمالی، شهرستان فاروج، روستای خرق                                    | ۵۹۴۶      | ۱۳۸۱/۰۵/۰۸ |       |
| ۹    | قلعه تاریخی علی‌آباد           |                | قاجاریه ـ قرن ۱۲ تا ۱۴ ق                                       | شهرستان فاروج، بخش فاروج، دهستان خبوشان، ۲ک م غرب روستای یام                     | ۱۲۰۸۳     | ۱۳۸۴/۰۴/۱۲ |       |
| ۱۰   | تپه یام                       |                | از نوسنگی به کلکولیتیک ـ مفرغ قدیم ـ تاریخی ـ قرون اولیه اسلام | شهرستان فاروج، بخش خبوشان، دهستان حصار، روستای یام                               | ۱۶۵۸۶     | ۱۳۸۵/۰۸/۲۷ |       |
| ۱۱   | محوطه ویرانشهر                |                | ساسانی                                                         | شهرستان فاروج، بخش خبوشان، دهسستان تیتکانلو، روستای تیتکانلو                     | ۱۶۵۸۸     | ۱۳۸۵/۰۸/۲۷ |       |
| ۱۲   | تپه قز بی بی                  |                | تاریخی ـ قرون اولیه اسلامی                                     | شهرستان فاروج، بخش خبوشان، دهستان حصار، روستای خبوشان                            | ۱۶۵۹۰     | ۱۳۸۵/۰۸/۲۷ |       |
| ۱۳   | مسجد جامع استاد               |                | قرن ۶ و ۷ ه‍.ق                                                   | شهرستان فاروج، بخش مرکزی، دهستان شاه جهان، روستای استاد                          | ۱۸۷۳۹     | ۱۳۸۵/۱۲/۲۸ |       |
| ۱۴   | حمام استاد                    |                | صفویه ـ افشاریه                                                | شهرستان فاروج، بخش مرکزی، دهستان مایوان، روستای استاد                            | ۲۲۲۰۳     | ۱۳۸۶/۱۲/۲۶ |       |
| ۱۵   | حمام فاروج                    |                | قاجاریه                                                        | شهر فاروج، جنوب شرقی شهر                                                         | ۲۳۱۰۷     | ۱۳۸۷/۰۵/۰۲ |       |
| ۱۶   | آرامگاه شاهزاده علی           |                | قرن ۷ و ۸ ه‍.ق                                                   | شهرستان فاروج، بخش مرکزی، دهستان سنگر، بین راه مواصلاتی روستاهای بیرگ و باش محله | ۲۳۲۵۷     | ۱۳۸۷/۰۶/۱۸ |       |
| ۱۷   | برج و باروی مفرنقاه           |                | قاجاریه                                                        | شهرستان فاروج، بخش مرکزی، دهستان فاروج، ۵۰۰ م شمال شرق روستای مفرنقاه            | ۲۴۶۵۳     | ۱۳۸۷/۱۱/۲۷ |       |